# Пайнвілл (Міссурі)
Пайнвілл (англ. Pineville) — місто (англ. city) в США, в окрузі Макдональд штату Міссурі. Населення — 802 особи (2020).

## Географія
Пайнвілл розташований за координатами 36°34′27″ пн. ш. 94°23′29″ зх. д. / 36.57417° пн. ш. 94.39139° зх. д. (36.574294, -94.391379).  За даними Бюро перепису населення США в 2010 році місто мало площу 8,06 км², уся площа — суходіл.

## Демографія
Згідно з переписом 2010 року, у місті мешкала 791 особа в 287 домогосподарствах у складі 185 родин. Густота населення становила 98 осіб/км².  Було 357 помешкань (44/км²).
Расовий склад населення:
| - 92,0 % — білих - 4,7 % — корінних американців - 0,1 % — чорних або афроамериканців - 1,5 % — осіб інших рас |

До двох чи більше рас належало 1,6 %. Частка іспаномовних становила 3,2 % від усіх жителів.
За віковим діапазоном населення розподілялося таким чином: 29,7 % — особи молодші 18 років, 57,2 % — особи у віці 18—64 років, 13,1 % — особи у віці 65 років та старші. Медіана віку мешканця становила 33,8 року. На 100 осіб жіночої статі у місті припадало 84,0 чоловіків;  на 100 жінок у віці від 18 років та старших — 80,5 чоловіків також старших 18 років.
Середній дохід на одне домашнє господарство  становив 47 751 долар США (медіана — 31 184), а середній дохід на одну сім'ю — 61 066 доларів (медіана — 41 510). За межею бідності перебувало 15,2 % осіб, у тому числі 12,8 % дітей у віці до 18 років та 14,0 % осіб у віці 65 років та старших.
Цивільне працевлаштоване населення становило 325 осіб. Основні галузі зайнятості: роздрібна торгівля — 25,5 %, виробництво — 18,5 %, будівництво — 12,6 %, освіта, охорона здоров'я та соціальна допомога — 11,4 %.